# 台視財経台
台視財経台（TTV Finance）は、台湾電視公司傘下の経済ニュースのチャンネルである。2004年9月1日に放送開始。主にニュース・報道や株式市場の情報番組を放送している。